# Speovelia mexicana
Speovelia mexicana är en insektsart som beskrevs av Polhemus 1975. Speovelia mexicana ingår i släktet Speovelia och familjen vattenspringare. Inga underarter finns listade i Catalogue of Life.